# On Brave Mountains We Conquer
On Brave Mountains We Conquer è un singolo promozionale dei Silverstein, pubblicato il 10 gennaio 2014 come quarto estratto dall'album This Is How the Wind Shifts, uscito l'anno prima.
La canzone, seguendo lo schema dell'album, è in coppia con In Silent Seas We Drown, e compare anche nella compilation Warped Tour 2013 Tour Compilation.
Secondo quanto affermato dal cantante della band, Shane Told, il testo della canzone parla degli obiettivi che ognuno si pone nella sua vita e di quando arriva il tempo di smettere di inseguire il proprio sogno se è chiaro che non potrà essere raggiunto, ed accontentarsi di quello che si è riusciti a fare e ad ottenere sin lì.

## Video
Il video per la canzone è stato diretto dal gruppo Vulture Culture, che aveva già diretto quelli per Massachusetts e per A Better Place. L'anteprima del video è stata ospitata dal sito Loudwire il 10 febbraio 2014.

## Formazione
- Shane Told - voce
- Josh Bradford - chitarra elettrica
- Paul Marc Rousseau - chitarra elettrica
- Paul Koehler - batteria
- Billy Hamilton - basso

### Personale aggiuntivo
- Jordan Valeriote - produzione, ingegneria e mixaggio
- Paul Dickinson - Tecnico della batteria
- Troy Glessner - Masterizzazione presso Spectre Mastering